# Misty May
Misty May (født 30. juli 1977) er amerikansk tidligere beachvolley-spiller.

## Karriere

### Optakt
May er datter af den tidligere amerikanske volleyball-landsholdsspiller Butch May, og hun spillede volleyball med ham og andre familiemedlemmer som barn. I skolen dyrkede hun også ivrigt volleyball, og da hun gik på college, kom hun med i den nationale volleyballlandsholdstrup. Hurtigt opgav hun dog dette og begyndte at spille beachvolley sammen med Holly McPeak.

### Professionel karriere
May og McPeak fik snart succes og vandt deres første turnering i foråret 2000, og efter flere gode resultater fik duoen en af de to amerikanske pladser ved OL 2000 i Sydney. De vandt deres første kamp, men i ottendedelsfinalen tabte de til et brasiliansk par, der senere vandt sølv.
Fra og med 2001 fik hun ny makker i Kerri Walsh, og de fik snart succes og vandt således VM i 2003.
Ved OL 2004 i Athen var var de storfavoritter på baggrund af en førsteplads på verdensranglisten i 2003 og 39 vundne kampe i træk. De vandt da også sikkert deres indledende runde og i den efterfølgende knockout-turnering vandt de ligeledes uden at afgive sæt, indtil de i finalen stod over for de hidtil dominerende brasilianere Adriana Behar og Shelda. May og Walsh sikrede sig guldet i to sæt, 21-17, 21-11, mens Mays tidligere makker McPeak sammen med Elaine Youngs fik bronze.
De følgende år var May og Walsh altdominerende i sporten og vandt i en periode 112 kampe i træk, herunder VM i 2005 og 2007. May blev gift inden det næste OL, så hun fremover var kendt som Misty May-Treanor.
Med resultaterne siden sidste OL var May-Tranor og Walsh igen storfavoritter, men skønt amerikanerne igen gik i finalen uden at have afgivet sæt, var kampene denne gang tættere end fire år forinden. Finalen var en gentagelse af VM-finalen fra 2007, hvor modstanderne var kinesiske Tian Jia og Wang Jie, der undervejs i første sæt førte, blandt andet 18-17, men amerikanerne trak derpå fra og vandt 21-18. Også i andet sæt var kineserne foran undervejs, men igen blev det til amerikansk sejr på 21-18, så May-Tranor og Walsh vandt derpå deres anden guldmedalje, mens kinesere satte sig på de to andre medaljepladser med bronze til Xue Chen og Zhang Xi.
Efter OL løb de ind i et par nederlag og tog senere en pause i samarbejdet (blandt andet fordi Walsh fødte et barn), og May-Treanor spillede en periode sammen med Nicole Branagh med lidt blandede resultater. Walsh var dog tilbage i 2011, og parret vandt samme år endnu et VM. Ved OL 2012 i London var de ikke topseedet, men de nåede dog endnu engang finalen efter blandt andet at have besejret Xue og Zhang i semifinalen. Finalen var rent amerikansk og May-Treanor og Walsh sikrede sig den tredje OL-guldmedalje med sejr i to sæt over April Ross og Jen Kessy, mens Larissa og Juliana fra Brasilien vandt bronze.
May-Treanor havde inden OL annonceret, at hun ville indstille karrieren efter denne begivenhed, hvilket hun også gjorde.